# Hälsö
Hälsö es una isla y localidad del municipio de Öckerö en el archipiélago de Gotemburgo, Västra Götaland, Suecia. Está localizada al norte de la isla de Öckerö con la cual está conectada por un puente. Tenía una población de 569 habitantes en 2023, en un área de 68 ha.